# 10173 Hanzelkazikmund
A 10173 Hanzelkazikmund (ideiglenes jelöléssel 1995 HA) a Naprendszer kisbolygóövében található aszteroida. Petr Pravec és Lenka Kotková fedezték fel 1995. április 21-én.
Nevét Jiří Hanzelka (1920) és Miroslav Zikmund (1919) után kapta. A két cseh férfi arról vált híressé, hogy a Tatra autógyár megbízásából 1947 és 1950 között egy Tatra 87 típusú személykocsival beutazták Afrikát, Közép- és Dél-Amerikát.